# 戢汝止
戢汝止（1527年—？年），字敬之，號金溪，四川成都府簡州人，明朝政治人物。

## 生平
由州學生中式四川鄉試第三十五名舉人，嘉靖四十四年（1565年）乙丑科會試第一百五名，第三甲第三百零六名進士吏部观政，隆慶元年（1567年）四月授中书舍人，四年五月选授户科给事中，十一月升礼科右，五年正月升湖广佥事，万历二年（1574年）十一月升福建参议，三年六月終养。

## 家族
曾祖戢漢陽；祖戢治安；父戢文宗，封中书舍人；母張氏，贈孺人。本生父戢文献，封中书舍人；母劉氏，贈孺人。兄汝學；汝梅（庠生）；汝礪，弟汝聽；汝謙（庠生）；汝選；汝達；汝成；汝信；興；祿。